# Kap Peary
Kap Peary är en udde i Grönland (Kungariket Danmark).   Den ligger i kommunen Qaasuitsup, i den nordvästra delen av Grönland, 1 500 km nordväst om huvudstaden Nuuk.
Terrängen inåt land är huvudsakligen kuperad, men åt sydväst är den platt. Havet är nära Kap Peary åt sydväst.